# Estadio Municipal Matías Vidal Pérez
El Estadio Municipal de Villarrica es un recinto deportivo de la Región de la Araucanía, administrado por la municipalidad de Villarrica.
Allí, equipos como el desaparecido Unión Temuco hicieron de local como también Deportes Temuco en el año 2010.
En diciembre de 2014 se confirma que el Estadio Municipal de Villarrica será la nueva casa de Deportes Temuco por un tiempo, debido a las reparaciones en la cancha principal del Estadio Germán Becker.
Actualmente, el club Deportivo Pilmahue de la Tercera División B de Chile, ejerce sus partidos como local en este escenario.

## Historia
El recinto de Villarrica ha llegado a ser la casa de clubes importantes de la región de la Araucanía. En el año 2010, el Club de Deportes Temuco hizo de local en el recinto. Enfrentó a Municipal de La Pintana, ganando 3-0. 
A su vez Unión Temuco también hizo de local en el recinto en el año 2012, enfrentando a Naval.
También, importantes clubes amateurs han jugado en Villarrica. En el año 2009, el club Luchador de Coñaripe hizo de local para jugar por primera vez en su historia la Copa Chile 2009/10. En la primera ronda enfrentaron a Audax de Futrono en el reducto de Villarrica y luego clasificaron goleando 5-1 en Futrono. Finalmente el cuadro de Coñaripe quedaría eliminado de Copa Chile tras caer poe 1-2 en el estadio Municipal ante Deportes Puerto Montt.
Ha servido también para eventos como el Campeonato Sudamericano Sub-20 Femenino en el año 2007.
En el año 2014, se comienza a rumorear que Deportes Temuco podría volver al estadio Municipal de Villarrica, por reparaciones en la cancha principal del Estadio Germán Becker.
El 7 de diciembre de 2014, Deportes Temuco debuta en el Estadio Municipal de Villarrica ante 2286 personas, enfrentándose a Deportes La Serena.
Desde el año 2017 el Estadio es utilizado para sus partidos de local, por el Club Deportivo Pilmahue, en la Tercera División A.
En 2018 el estadio fue rebautizado con el nombre de Matías Vidal Pérez, un niño villarricense que falleció en un accidente de bus que afectó al equipo de la escuela de fútbol Colo Colo Lo Boza en Mendoza, Argentina.
El terreno fue donado por Don Federico Trapp Betz.

## Remodelación
Desde el año 2013, el recinto cuenta con pasto sintético.